# Ulrich Schneider (Kunsthistoriker)
Ulrich Schneider (* 1950 in Amberg) ist ein deutscher Kunsthistoriker.

## Leben und Wirken
Ulrich Schneider studierte von 1971 bis 1980 Kunstgeschichte, Klassische Archäologie, Christliche Archäologie und Geschichte an den Universitäten Regensburg, Erlangen und Heidelberg und wurde 1981 bei Hans Belting in Heidelberg promoviert. Daran schloss sich ein Forschungsaufenthalt als Länderstipendiat Baden-Württembergs am Zentralinstitut für Kunstgeschichte in München an. Von 1981 bis 1984 war er wissenschaftlicher Mitarbeiter am Germanischen Nationalmuseum in Nürnberg. 1984 ging er nach Aachen, wo er zunächst Baureferent der städtischen Museen, ab 1996 Leiter der Abteilung Textil, Möbel, Schmuck und Spiele und von 1990 bis 2003 Direktor des Suermondt-Ludwig-Museums, des Couven-Museums und des Museums Burg Frankenberg war. 1999 wurde er zum Honorarprofessor für Kunstgeschichte an der RWTH Aachen ernannt.
Vom 1. Mai 2003 bis zu seinem Ruhestand 2011 war er Leitender Direktor des Museums für Angewandte Kunst in Frankfurt am Main. Darüber hinaus übernahm er 2003 einen Lehrauftrag am Kunstgeschichtlichen Institut der Universität Frankfurt und wurde ein Jahr später zum Honorarprofessor der Universität ernannt.
Für seine Verdienste um die bilaterale Kulturarbeit erhielt Schneider 2001 das Offizierskreuz des Verdienstordens der Italienischen Republik und 2011 das Ritterkreuz des französischen Ordre des Arts et des Lettres.